# Kerkáskápolna, Vas
Kerkáskápolna  este un sat în districtul Körmend, județul Vas, Ungaria, având o populație de 78 de locuitori (2011). 

## Demografie
Componența etnică a satului Kerkáskápolna
     Maghiari (100%)
Componența confesională a satului Kerkáskápolna
     Reformați (44,87%)
     Romano-catolici (30,77%)
     Fără religie (6,41%)
     Necunoscută (17,95%)
Conform recensământului din 2011, satul Kerkáskápolna avea 78 de locuitori. Din punct de vedere etnic, majoritatea locuitorilor (100,0%) erau maghiari. Nu există o religie majoritară, locuitorii fiind reformați (44,87%), romano-catolici (30,77%) și persoane fără religie (6,41%). Pentru 17,95% din locuitori nu este cunoscută apartenența confesională.